# گریتر ناپانی
گریتر ناپانی (به انگلیسی: Greater Napanee) یک شهرک در کانادا است که در شهرستان لنکس و ادینگتون واقع شده‌است. گریتر ناپانی ۱۵٬۸۹۲ نفر جمعیت دارد.